# الدوري الجنوبي لكرة القدم 2009–10
الدوري الجنوبي لكرة القدم 2009–10 (بالإنجليزية: 2009–10 Southern Football League)‏ هو موسم من الدوري الجنوبي الممتاز. فاز فيه نادي فارنبوروه.